# 王宏伟 (歌手)
王宏伟（1968年6月24日—），中国男高音歌唱家、国家一级演员，祖籍河南温县，生于新疆博尔塔拉州温泉县，2000年以一曲《西部放歌》成名，曾任第九届、第十届中华全国青年联合会常委，中国文艺志愿者协会理事，中国音乐家协会理事，新疆生产建设兵团青联副主席，现任天津音乐学院副院长。

## 生平
王宏伟的父亲1964年随部队开赴新疆，后成为新疆生产建设兵团第五师八十八团军垦战士。1968年，王宏伟生于新疆温泉县。1971年末，王宏伟的父亲病逝，王宏伟的母亲李秀兰携子女搬回河南温县南贾村（现属祥云镇），此后王宏伟在河南生活了五年，逐渐对豫剧乃至歌唱产生兴趣，并在当地的南贾小学就读，9岁时回到新疆。
1984年，在八十八团上中学的王宏伟参加了兵团第五师文联组织的一次集训，并在集训结束时向文联自荐，当年冬季被特招入伍，在博尔塔拉军分区担任电影放映员，1987年考入西安陆军学院乌鲁木齐分院翻译大专班，学习维吾尔语翻译，同年加入中国共产党，并开始跟随新疆军区文工团男高音歌唱家晁浩建学习声乐，后又跟随新疆艺术学院声乐教授齐宏恩学习。
1990年，王宏伟从军校毕业后被分配到新疆军区后勤部的一间仓库，担任干事，该年冬季曾代表兰州军区到北京参加一场业余文艺会演。1991年，解放军艺术学院首次面向全军基层文艺骨干招生，王宏伟在当时录取人数不到20人的情况下得以被录取，师从声乐教育家孟玲。1992年，王宏伟曾报名参加当年的全国青年歌手电视大奖赛，但未能入围。1993年6月，王宏伟在解放军艺术学院应届毕业生汇报演出上演唱了陕北民歌《羊肚子手巾三道道蓝》，出席汇报演出的作曲家赵季平在演出后表示“这首歌我改编了十几年，没有人能完整唱下来，王宏伟是第一个”。
王宏伟从解放军艺术学院毕业后，1993年12月随赵季平赴日本参加“黄土地之声”音乐会，王宏伟在这场音乐会上担任赵季平音乐作品中声乐部分的主要演唱者。1994年，王宏伟通过日本JVC唱片公司发行首张个人专辑《黄河遥遥》并首先在日本、新加坡发行（中国大陆称《天地太极》），但在录制完成后又回到之前所在的仓库担任干事。也是在1994年，王宏伟进入当年的青歌赛半决赛，1996年第三次参加青歌赛，闯入决赛但没有获得名次，且因未事先请假就擅自离开部队而被部队降级处分，从正连降为正排。1997年5月，王宏伟被调入新疆军区政治部文工团。1998年，王宏伟为参加慰问阿里地区边防部队官兵的演出，放弃了参加当年青歌赛的机会。
1999年8月，王宏伟参加了第七届全军文艺汇演，获演唱一等奖，也因此受邀参加2000年首都军民迎新春文艺晚会（也称“双拥晚会”）。2000年1月，作词家屈塬、作曲家印青将刚为西部大开发战略创作的新歌《西部放歌》交给原本准备以《当兵的男儿走四方》参加双拥晚会的王宏伟，而当时距晚会录制只有5天。2000年2月1日，王宏伟在党和国家领导人出席的军民迎新春文艺晚会《世纪的春天》顺利完成了《西部放歌》的演唱，同年5月参加第九届青歌赛，该年7月以《西部放歌》获得第九届青歌赛专业组个人单项决赛民族唱法金奖，从此一曲成名，并被特招到解放军艺术学院攻读硕士研究生，随后又被调到总政歌舞团，2001年在该年央视春晚再次演唱《西部放歌》，先后出版了《西部放歌》、《西部情歌》和《西部赞歌》三张音乐专辑，2003年毕业于解放军艺术学院研究生院。
2008年，王宏伟在赵季平的歌剧《米脂婆姨绥德汉》中担任男主角，成为一名歌剧演员，同年与钢琴家杨珊珊结婚。此后，王宏伟在多部中国民族歌剧中登场，如《小二黑结婚》、《运河谣》、《长征》、《同心结》、《山海情》等。
2012年起，王宏伟在解放军艺术学院任教，2017年开始在湖南师范大学音乐学院任教，2021年担任天津音乐学院常务副院长，主持行政日常工作。